# Brasil Hot 100
El Billboard Brasil Hot 100 es una lista de éxitos musicales de sencillos estándar en Brasil, actualizado semanalmente por la revista Billboard Brasil. La lista ranquea las 100 canciones más populares en Brasil utilizando una fórmula que contempla la actividad de streaming en plataformas líderes, como YouTube, Spotify y Apple Music. Los datos de streaming son proporcionados por Luminate.

## Canciones número uno

### 2023
| Fecha            | Canción                           | Artista(s)                                                                                              | Ref.  |
| ---------------- | --------------------------------- | --- | ----- |
| 28 de agosto     | «Faz um Vuk Vuk (Teto Espelhado)» | Kevin o Chris y DJ Nk da Serra                                                                          | [ 2 ] |
| 4 de septiembre  | «Faz um Vuk Vuk (Teto Espelhado)» | Kevin o Chris y DJ Nk da Serra                                                                          | [ 3 ] |
| 11 de septiembre | «Faz um Vuk Vuk (Teto Espelhado)» | Kevin o Chris y DJ Nk da Serra                                                                          | [ 4 ] |
| 18 de septiembre | «Chico»                           | Luísa Sonza                                                                                             |       |
| 25 de septiembre | «Let's Go 4»                      | DJ GBR, MC IG, MC Ryan SP, MC PH, MC Davi, MC Luki, MC Don Juan, MC Kadu, TrapLaudo, MC GP y MC GH do 7 |       |
| 2 ottobre        | «Let's Go 4»                      | DJ GBR, MC IG, MC Ryan SP, MC PH, MC Davi, MC Luki, MC Don Juan, MC Kadu, TrapLaudo, MC GP y MC GH do 7 |       |
| 9 de ottobre     | «Canudinho (Ao Vivo)»             | Gusttavo Lima y Ana Castela                                                                             | l     |
| 16 de ottobre    | «Canudinho (Ao Vivo)»             | Gusttavo Lima y Ana Castela                                                                             |       |
| 23 de ottobre    | «Canudinho (Ao Vivo)»             | Gusttavo Lima y Ana Castela                                                                             |       |